# Wyższe Seminarium Duchowne oo. Bernardynów w Kalwarii Zebrzydowskiej
Wyższe Seminarium Duchowne oo. Bernardynów (OFM) w Kalwarii Zebrzydowskiej pw. bł. Jana Dunsa Szkota przy klasztorze św. Franciszka z Asyżu w Kalwarii Zebrzydowskiej. Jako placówka naukowa afiliowana jest do Wydziału Teologicznego Uniwersytetu Papieskiego Jana Pawła II w Krakowie.
Budynek seminarium znajduje się blisko sanktuarium pasyjno-maryjnego w Kalwarii Zebrzydowskiej. Uczy się i mieszka tu 18 alumnów. W budynku znajduje się: kaplica seminaryjna, sala widowiskowa, sale wykładowe oraz mieszkania dla studentów. Od 2017 r. w klasztorze seminaryjnym mieści się również Kuria Prowincjalna oo. Bernardynów.
- 1939 – przeniesienie Wyższego Seminarium Duchownego oo. Bernardynów ze Lwowa do Kalwarii Zebrzydowskiej[2];
- 1946-1950 – w Kalwarii Zebrzydowskiej mieści się Wyższe Seminarium Duchowne Archidiecezji Lwowskiej;
- 1957-1989 – w Kalwarii Zebrzydowskiej mieści się również Niższe Seminarium Duchowne oo. Bernardynów[2]
- 1963-1993 – studium filozofii zostaje przeniesione do krakowskiego klasztoru oo. Bernardynów; w Kalwarii pozostaje tylko studium teologii;
- 1984-1993 – budowa gmachu Wyższego Seminarium Duchownego w miejscu dawnego pałacu Czartoryskich[2];
- 6 listopada 1993 – poświęcenie nowego gmachu seminaryjnego przez metropolitę krakowskiego, kard. Franciszka Macharskiego i połączenie studium filozofii i teologii w jednym budynku[2].

W latach 1945–50 przygotowywał się tu do kapłaństwa kard. Marian Jaworski, natomiast w latach 1987-93 studia w kalwaryjskim seminarium odbywał bp Damian Muskus.